# 紅索藻屬
紅索藻屬是一種在淡水裡生活的細小紅藻，長度不超過200厘米，深綠色，不如其他在海水裡生活的紅藻門生物紅。
紅索藻屬的分佈範圍為熱帶到溫帶：亞洲目前只有中國有發現，歐洲則見於英國、德國、羅馬尼亞及西班牙。
紅索藻科及紅索藻屬原於1982年被劃歸串珠藻目（Batrachospermales），2002年獨立出來成為紅索藻目。

## 下属物种
本属包括以下物种：
- Thorea bachmannii[7]
- Thorea gaudichaudii[7]
- 棘刺紅索藻 Thorea hispida (Thore) Desv.[7][8]：又名 Thorea ramosissima，是這個屬的模式種[3]。
- Thorea okadae[7]
- 分支红索藻 Thorea ramosissima
- Thorea riekei[7]
- 藍色紅索藻（Thorea violacea）[7][8]